# 曹潛
曹潛（？—233年），曹魏宗室，武帝曹操之孙，相王曹铄的儿子。
曹铄早卒，魏明帝太和三年（229年）追封谥号为相殇王。青龍元年（233年）封曹潜为相王。相是沛国所属县名，同年曹潜去世，谥号愍。其子曹偃嗣位，青龙四年（236年）曹偃去世，无子，废除县国。后来又封乐陵王曹茂之子曹竦为相王。